# 国税庁所定分析法
国税庁所定分析法（こくぜいちょうしょていぶんせきほう、昭和36年国税庁訓令第1号）は財務省の外局の国税庁の訓令で、酒税を滞りなく徴収するために、酒類の成分の測定方法を標準化する工業規格である。

## 経緯と趣旨
昭和36年に、国税局や税関、税務署における間接国税課税物件の分析に適用するものとして制定された。
課税物件の分析は直接、酒税等の課税に影響するため、測定方法の具体的取扱いについて標準化を図るため、測定技術の向上とその普及に整合させる等、改正が続けられている。
なお、アルコール分が1度に満たない飲料（清涼飲料水、乳酸菌飲料、乳、乳製品）は厚生労働省所管の食品衛生法下の食品、添加物等の規格基準と乳及び乳製品の成分規格等に関する省令に、医薬品である内服薬は同じく厚生労働省所管の薬事法下の日本薬局方に、それぞれ成分の測定方法が定められている。

## 構成
- 総則

- 1　試料
- 2　試薬、器具、計量器
- 3　清酒
- 4　合成清酒
- 5　連続式蒸留しょうちゅう
- 6　単式蒸留しょうちゅう
- 7　みりん
- 8　ビール
- 9　果実酒
- 10　甘味果実酒
- 11　ウイスキー
- 12　ブランデー
- 13　原料用アルコール
- 14　発泡酒
- 15　その他の醸造酒
- 16　スピリッツ
- 17　リキュール
- 18　粉末酒
- 19　雑酒
- 20　発泡性を有する酒類
- 21　酒かす

- 101　揮発油
- 201　原料米
- 202　原料麦
- 203　原料芋類
- 204　原料デンプン
- 205　原料果汁
- 206　アルコール原料糖みつ
- 207　原料用糖類
- 211　固体こうじ
- 221　酒母、もろみ
- 231　酒類保存のため酒類に混和することができる物品
- 付表
  - 第1表　アルコール温度補正表
  - 第2表　アルコール分と密度（15℃）及び比重（15/15℃）換算表
  - 第3表　炭酸ガス吸収係数表（びん内圧力補正表）
  - 第4表　レーン-エイノン氏糖類定量表